# Canon EOS-1N
Die EOS-1N ist eine einäugige Kleinbild-Spiegelreflexkamera des japanischen Herstellers Canon. Sie kam 1994 auf den Markt und wurde bis ins Jahr 2000 produziert.
Die Kamera kann bis zu 6 Bilder pro Sekunde aufnehmen. Sie besitzt fünf Autofokus-Messzonen und hat einen Pentaprismen-Sucher, der 100 % des Bildfeldes zeigt. Verschlusszeiten zwischen 1/8.000 s und 30 Sekunden sind möglich. Die Blitzsynchronzeit beträgt 1/250 s. Ferner gibt es 14 Custom-Funktionen.

## Zubehör

### Kamera-Antriebe
- Power Drive Booster: Zur EOS-1N gibt es den PB-E1, der Bildfrequenzen bis zu 6 Bilder/Sekunde bietet.

### Kamera-Rückwände
Neben der Standard-Rückwand ermöglicht der Canon Command Back E1 die Einbelichtung von Datum, Uhrzeit, Bildnummer sowie vier weiteren Zeichen.

### Mattscheiben
Die Mattscheiben werden durch das Objektivbajonett gewechselt. Als Standard ist eine Laser-mattierte Scheibe mit AF-Rahmen vorgesehen. Optional gibt es sechs auswechselbare Zubehörscheiben.

### Blitzgeräte
Vom Hersteller sind mehrere speziell abgestimmte Canon-Speedlite-Blitzgeräte mit unterschiedlichen Merkmalen verfügbar.

### Fernauslösezubehör
Für die Steuerung der EOS-1N aus der Entfernung gibt es eine Reihe von Zubehör, wie z. B. Fernauslösekabel.

## Modelle/Versionen
- Die EOS-1N wurde auch im Set mit dem High Speed Booster PB-E1 verkauft. In dieser Ausstattung war die Bezeichnung der Kamera „EOS-1N HS“. Eine Sonderversion der EOS-1N war die RS-Version. Sie konnte dank eines durchlässigen Fixspiegels bis zu zehn Bilder pro Sekunde machen.
- Auf Basis dieser Kamera wurden mehrere digitale Kameras gebaut. Die ersten Versionen waren nahezu unveränderte Standard EOS-1N-Gehäuse mit Digitalrückwänden der Firma Kodak (Kodak EOS DCS 1, Kodak EOS DCS 3, Kodak EOS DCS 5). Spätere Entwicklungen waren irreversible Umbauten (Kodak DCS 520, Kodak DCS 560).